# Tisífone (hija de Alcmeón)
Tisífone (en griego Τισιφόνη), en la mitología griega, es la hija de Alcmeón y Manto. 
El mito dice que Alcmeón dejó accidentalmente a sus hijos, Tisífone y Anfíloco, con Creonte (rey de Corinto). La esposa de éste envidiosa y celosa de la belleza de Tisífone, y ante el temor de que Creonte la pudiera dejar por ella, la vendió como esclava, sin darse cuenta de que el comprador actuaba en nombre de su padre. Sólo cuando Alcmeón regresó, reconoció y rescató a su hija y recuperó a su hijo.